# Cedaredge
Cedaredge est une ville américaine située dans le comté de Delta dans le Colorado.
Selon le recensement de 2010, Cedaredge compte 2 253 habitants. La municipalité s'étend sur 1,96 milles carrés (5,08 km2).
La ville doit son nom aux cèdres (cedar en anglais) présents dans la région.

## Démographie
| 1910 | 1920 | 1930 | 1940 | 1950 | 1960 |
| ---- | ---- | ---- | ---- | ---- | ---- |
| 295  | 455  | 463  | 556  | 574  | 549  |

| 1970 | 1980  | 1990  | 2000  | 2010  | - |
| ---- | ----- | ----- | ----- | ----- | - |
| 581  | 1 184 | 1 380 | 1 854 | 2 253 | - |